# Mimocrypta hampsoni
Mimocrypta hampsoni is een vlinder uit de familie wespvlinders (Sesiidae), onderfamilie Sesiinae.
Mimocrypta hampsoni is voor het eerst wetenschappelijk beschreven door Butler in 1902. De soort komt voor in het Afrotropisch gebied.